# Please Me
Please Me è un singolo della rapper statunitense Cardi B e del cantautore statunitense Bruno Mars, pubblicato il 15 febbraio 2019.

## Pubblicazione
Cardi B ha riattivato il suo account Instagram il 14 febbraio 2019 per annunciare Please Me, dopo averlo disattivato a seguito di critiche ricevute online dopo aver vinto il premio miglior album rap ai Grammy Awards 2019. Sia Cardi che Bruno hanno rivelato la copertina del singolo tramite social media.

## Descrizione
Please Me è stata scritta da Cardi B, Bruno Mars, James Fauntleroy, Jonathan Yip, Ray Romulus, Jeremy Reeves, e Ray McCullough II e prodotta da Mars e dagli ultimi quattro, conosciuti come gli Stereotypes. Il brano è stato descritto come una ballata «old school» R&B, hip hop e soul con elementi trap.

## Promozione
Please Me è stata eseguita dal vivo per la prima volta da Cardi B allo Houston Livestock Show and Rodeo il 1º marzo 2019.

## Tracce
1. Please Me – 3:20

## Successo commerciale
Negli Stati Uniti Please Me ha debuttato al 5º posto della Billboard Hot 100, diventando la settima top ten di Cardi B e la sedicesima di Bruno Mars. Ha debuttato con 27,9 milioni di riproduzioni streaming e 51 000 copie digitali vendute, entrando alla ventinovesima posizione nella classifica streaming e direttamente in cima alla classifica digitale, diventando l'undicesima top ten di Cardi B e l'ottava di Bruno Mars nella prima classifica e la terza numero uno nella seconda per la rapper e la nona per il cantante. La canzone ha infine raggiunto la terza posizione, grazie a 45,3 milioni di stream, 28 000 copie digitali e 52,9 milioni di audience radiofonica.

## Classifiche

### Classifiche settimanali
| Classifica (2019) | Posizione massima |
| ----------------- | ----------------- |
| Australia         | 22                |
| Belgio (Fiandre)  | 56                |
| Belgio (Vallonia) | 52                |
| Canada            | 12                |
| Croazia           | 15                |
| Danimarca         | 37                |
| Estonia           | 30                |
| Francia           | 116               |
| Germania          | 83                |
| Grecia            | 14                |
| Irlanda           | 21                |
| Lettonia          | 27                |
| Libano            | 18                |
| Lituania          | 12                |
| Nuova Zelanda     | 12                |
| Paesi Bassi       | 73                |
| Portogallo        | 35                |
| Regno Unito       | 12                |
| Repubblica Ceca   | 56                |
| Romania           | 69                |
| Singapore         | 25                |
| Slovacchia        | 25                |
| Spagna            | 94                |
| Stati Uniti       | 3                 |
| Svezia            | 74                |
| Svizzera          | 57                |
| Ungheria          | 25                |

### Classifiche di fine anno
| Classifica (2019) | Posizione |
| ----------------- | --------- |
| Stati Uniti       | 37        |